# اچ‌ام‌اس اوریون
اچ‌ام‌اس اوریون ممکن است به یکی از موارد زیر اشاره داشته باشد:
- اچ‌ام‌اس اوریون (۱۸۵۴)
- اچ‌ام‌اس اوریون (۱۸۷۹)